# Senopati Nusantara
Le M/S Senopati Nusantara (traduction : « Commandant de l'Archipel ») est un ferry indonésien qui a coulé au cours d’une tempête le 30 décembre 2006. Le navire aurait sombré à approximativement 40 kilomètres de l’île de Mandalika. 

## Déroulement
Il fut construit en 1990 au Japon.
En décembre 2006, il allait du port de Kumai, dans l’île de Bornéo, à Semarang, dans l’île de Java. Il transportait de nombreux musulmans qui partaient voir leurs proches pour l'Aïd el-Kebir. La mer était forte. Selon les rescapés le navire se serait brisé en deux, ce que réfutent les explications des autorités maritimes indonésiennes.

## Bilan
Seuls 12 corps ont été récupérés, mais 212 rescapés ont été secourus, et plus de 400 personnes ont été activement recherchées.
Si 542 personnes étaient inscrites dans le registre du bateau, il y en aurait eu 628 ou 638 dont 57 membres d'équipage.